# شهادة القانون
شهادة القانون هي شهادة أكاديمية تُمنح للدراسات في القانون. عادةً ما تكون هذه الشهادة إعدادًا للعمل في مجال القانون، إلا أنه نظرًا لمراجعة الهيئات القانونية لمناهجها، فإن تلك الشهادة بذاتها لا تعد رخصة للعمل. تُمْنَح رخصة العمل بالقانون (عادةً بموجب اختبار) وممارسته على النطاق المحلي فقط؛ في حين أن شهادة القانون يمكن أن تتضمن جوانب محلية ودولية وعالمية؛ فعلى سبيل المثال، في بريطانيا يجب الحصول على دورة المحامين في الممارسة القانونية (بالإنجليزية: Legal Practice Course) حتى تصبح محامي إجراءات حاملاً للرخصة البريطانية، أو دورة المحامين المهنيين (بالإنجليزية: Bar Professional Course) حتى تصبح محاميا بالقضاء العالي.
كانت جميع الشهادات الأكاديمية الأولى شهادات في القانون؛ فقد كانت شهادة القانون الأولى تحمل اسم دكتوراه. وكانت أولى الجامعات في أوروبا التي تمنح هذه الشهادات هي مدارس فقهاء القانون (بالإنجليزية: glossators) في القرن الحادي عشر، وكانت مجموعة من مدارس القانون. تأسست الجامعة الأوروبية الأولى، وهي بولونيا، على أنها مدرسة في القانون على يد أربعة من فقهاء القانون ذائعي الصيت في القرن الثاني عشر الذين كانوا طلابًا في مدرسة فقهاء القانون بهذه المدينة. ومنذ هذا التاريخ، يُقال أن اللقب الأكاديمي «دكتور» أصبح يُطلق أيضًا على فقهاء القانون. ولم يُطلق هذا اللقب أو تُمنح هذه الشهادة لأساتذة العلوم الأخرى حتى القرن الثالث عشر. وفي جامعة بولونيا بدءًا من تأسيسها في القرن الثاني عشر حتى نهاية القرن العشرين، كانت الشهادة الوحيدة التي تُمنح هي الدكتوراه، وعادةً ما كانت تُمنح بعد دراسة مكثفة لمدة خمس سنوات بعد المدرسة الثانوية. ويُعد انتقال لقب دكتور في الفلسفة إلى مستواه الحالي ابتكارًا حديثًا. وفي أصله، فإن لقب دكتور ببساطة كان تأهيلاً لعضوية نقابة دارسي القانون.
كانت جامعة بولونيا تمثل نموذجًا لمدارس القانون الأخرى في العصور الوسطى. وفي حين أنه كان شائعًا بين طلاب القانون زيارة مدارس الدول الأخرى والدراسة بها، فإن هذا لم يكن متبعًا في إنجلترا نظرًا لرفض الإنجليز لـ القانون الروماني (باستثناء بعض دوائر الاختصاص مثل المحكمة الأميرالية) وعلى الرغم من تدريس جامعة أوكسفورد وجامعة كامبريدج لـ القانون الكنسي حتى الإصلاح الإنجليزي، كانت له الأولوية على القانون المدني بهذه المعاهد الدراسية.
أما في المدارس الإسلامية بالعصور الوسطى، فقد كانت هناك شهادة في القانون الإسلامي الشريعة تحمل اسم إجازة التدريس والفتوى (هي رخصة لتدريس الآراء الفقهية وإصدارها).

## أنواع الشهادات
يختلف نوع شهادة القانون الممنوحة من دائرة اختصاص إلى أخرى. وفيما يلي بعض الأمثلة:
نموذج لشهادة الدكتوراه في القانون من الولايات المتحدة الأمريكية، وهنا من مدرسة القانون بجامعة سافولك في عام  2008.
- Bacharel em Direito (بكالوريوس في القانون) أو Bacharel em Ciências Jurídicas e Sociais (بكالوريوس في القانون والعلوم الاجتماعية)، في البرازيل، وهي شهادة جامعية. اختصار كلمة بكالوريوس هو Bel.. للانضمام كمحامي والتسجيل في Ordem dos Advogados do Brasil [الإنجليزية] (نقابة المحامين البرازيليين)، يجب اعتماد شهادة البكالوريوس بموجب اختبار المحامين البرازيليين، وفي حالة قبول لجنة الاختيار والتسجيل للعضو الجديد، فإنه يعتبر Advogado (محاميًا). ووفقًا للقانون البرازيلي، يمكن أيضًا أن يُطلق على محامي القضاء العالي لقب Doutor (دكتور).
- بكالوريوس في القانون [الإنجليزية] ويُشار إليه أيضًا باسم بكالوريوس الحقوق (B.L.) أو بكالوريوس القانون LL.B. (فخري) في المملكة المتحدة وعدد من دول الكومنولث الحالية والسابقة. وهي شهادة جامعية.[12]
- Laurea [الإنجليزية] in Giurisprudenza أو Dottore in Giurisprudenza للخريجين قبل إصلاحات عملية بولونيا، أو Laurea [الإنجليزية] Specialistica in Giurisprudenza (وتسمى الآن Laurea [الإنجليزية] Magistrale in Giurisprudenza) بعد إصلاحات عملية بولونيا في إيطاليا. وهي شهادة ماجستير، [13] ومع ذلك، فإن جميع خريجي الجامعات الإيطالية، حتى الحاصلين على شهادة جامعية فقط مصرح لهم باستخدام لقب "dottore" (دكتور بالإيطالية).[14]
- Erstes Juristisches امتحان الدولة الألماني هو مرادف لشهادة القانون؛ حيث أن الجزء الثاني (Zweites Juristisches Staatsexamen) هو المرادف الألماني لعبارة اختبار المحامين [الإنجليزية] في الولايات المتحدة. ففي بعض الجامعات إما أن تصبح "Lizentiat des Rechts (Licentiatus iuris)"، Magister iuris وإما Diplom-Jurist. وهي شهادة ماجستير.[15]
- دكتوراه في القانون [الإنجليزية] (J.D.) في الولايات المتحدة واليابان (كما تمنح بعض المدارس كندا [الإنجليزية] و أستراليا [الإنجليزية] و هونغ كونغ [الإنجليزية]). وهي دكتوراه مهنية.[16]
- Legum Doctor [الإنجليزية] (تُعرف اختصارًا بعبارة LL.D. أو في بعض دوائر الاختصاص دكتور في القانون [الإنجليزية]) وتُعد في بعض المناطق من أعلى الشهادات الأكاديمية في القانون حيث تعادل درجة الدكتوراه في الفلسفة، وفي بعض المناطق الأخرى تُعد شهادة فخرية فقط.
- دكتور في علوم القانون [الإنجليزية] (S.J.D.) وهي دكتوراه بحثية في القانون تُمنح غالبًا في الولايات المتحدة وكندا.
- ليسانس en Derecho («رخصة في القانون») في إسبانيا. وهي شهادة جامعية.[17]
- إجازة جامعية en Derecho («بكالوريوس في القانون») في المكسيك. وهي شهادة جامعية.[18]
- ليسانس der Rechtswissenschaften (الألمانية) / Licence en droit (الفرنسية) حتى عام 2004 وماجستير في القانون (MLaw) منذ عام 2004 (وذلك نتيجة لإصلاحات عملية بولونيا) في سويسرا. وهي شهادة ماجستير.
- Magister (شهادة) [الإنجليزية] (iuris (Mag. iur. («شهادة في القانون») في النمسا وكرواتيا. وهي شهادة ماجستير وأولى الشهادات الأكاديمية في كلا النظامين. وبعد ثلاثة أعوام من ممارسة المهنة، يمكنك التقدم لاختبار "Anwaltsprüfung" (في النمسا) أو "Pravosudni ispit" (في كرواتيا)، وهما يعادلان اختبار المحاماة.
- متخصص [الإنجليزية] في القانون أو المحاماة في أوكرانيا وروسيا. وهي شهادة جامعية تتيح إمكانية تحضير شهادة الدكتوراه بعد التقدم إلى قسم الدكتوراه (aspirantura)، على الرغم من أنها ليست شهادة ماجستير رسمية.[19]